# 전나무속
전나무속(Abies)은 소나무과의 한 속이다. 늘푸른 바늘잎나무 48~56종의 나무를 거느린다. 다 자라면 키가 10~80m에 이르며 줄기 지름은 0.5~4m 정도이다. 전나무속은 다른 소나무과 나무와 잎, 열매가 다르다. 잎은 바늘잎으로 작은 빨판을 닮은 기부의 잔가지에 몇 개씩 묶여 난다. 열매는 솔방울 열매로 5-25cm 길이의 원통형인데 하늘을 향해 곧추 서며 여물면 벌어져 날개 달린 씨가 나온다.
종들은 잎의 크기와 배열, 솔방울 열매의 크기와 모양에 따라, 포엽이 길고 돌출되었는지, 짧고 열매에 숨었는지에 따라 구분한다. 개잎갈나무속과 가장 가까우며 북부·중앙 아메리카, 유럽, 아시아, 북아프리카의 산악 지대에 서식한다.

## 하위 종
| - 유럽전나무 (A. alba) - A. amabilis - 발삼전나무 (A. balsamea) - 바이산전나무 (A. beshanzuensis) - A. borisii-regis - A. bracteata - 그리스전나무 (A. cephalonica) - A. chengii - A. chensiensis - A. cilicica - A. coahuilensis - A. concolor - A. delavayi - A. densa - A. durangensis - A. fabri - A. fanjingshanensis - A. fargesii | - 일본전나무 (A. firma) - A. flinckii - A. fordei - A. forrestii - A. fraseri - A. gamblei - A. grandis - A. guatemalensis - A. hickelii - A. hidalgensis - 전나무 (A. holophylla) - A. homolepis - A. kawakamii - 구상나무 (A. koreana) - A. lasiocarpa - A. magnifica - A. mariesii - A. nebrodensis | - A. neodurangensis - 분비나무 (A. nephrolepis) - A. nordmanniana - A. numidica - A. pindrow - A. pinsapo - A. procera - A. recurvata - A. religiosa - A. sachalinensis - A. sibirica - A. spectabilis - A. squamata - A. veitchii - A. vejarii - A. yuanbaoshanensis - A. ziyuanensis |

## 같이 보기
- 미송

## 참고 자료
- Philips, Roger.  Trees of North America and Europe, Random House, Inc., New York ISBN 0-394-50259-0, 1979.